# Diosmina
Diosmina é uma flavona glicosídea derivada da diosmetina. É utilizada como suplemento alimentar no tratamento de varizes, petéquias, hemorroidas e outras patologias relacionadas à coagulação sanguínea.